# Landschap Salland
Het landschap of kwartier Salland was vanaf de late middeleeuwen tot het einde van de Republiek der Zeven Verenigde Nederlanden in 1795 een van de drie kwartieren van Overijssel. Het gebied werd in 1346 door bisschop Jan Van Arkel tot een nieuwe bestuurlijke eenheid gesmeed met de naam Salland. Het bestond uit de voormalige gouwen Salon (een enkele maal in de 10e eeuw al Salalant genoemd), tussen de rivieren IJssel, Zwarte Water, Overijsselse Vecht en Regge; het stuk van de IJsselgouw rond Deventer, met een strook land tot aan Holten (voorheen deel van Hamaland); en ten slotte het Vechtdal, tussen de Reest, de Sethe, de Vecht tot aan Hardenberg, wat mogelijk de gouw Umbalaha was.
Vóór 1346 behoorden de streek tussen Vecht en Reest en het land om Deventer nog niet tot Salland; zo wordt in een oorkonde van 2 februari 1240 gesproken over quatuor parrochias (vier parochies), namelijk Dalvesen, Ummen, Hemis en Nyensteden, welke duidelijk onderscheiden zijn van Salland.
Salland was het belangrijkste van de drie Overijsselse kwartieren, met de drie IJsselsteden Kampen, Zwolle en Deventer op haar grondgebied.